# Margot Dohrer
Margot Dohrer, geborene Dittmeyer; (* 7. August 1935) ist eine ehemalige deutsche Tennisspielerin und Funktionärin.

## Karriere
Für die deutsche Federation-Cup-Mannschaft spielte sie 1963 ein Spiel im Einzel, das sie gegen Janine Lieffrig mit 3:6, 6:4 und 2:6 verlor.
Dreimal wurde sie Deutsche Meisterin im Tennis (1958, 1960, 1961).
Nach ihrer aktiven Karriere war sie Damenreferentin beim DTB.

## Abschneiden bei Grand-Slam-Turnieren

### Einzel
| Turnier   | 1954 | 1955 | 1958 | 1959 | 1960 | 1961 | 1963 | Karriere |
| --------- | ---- | ---- | ---- | ---- | ---- | ---- | ---- | -------- |
| Wimbledon | 1    | 3    | 3    | 2    | AF   | 1    | 2    | AF       |

### Doppel
| Turnier   | 1958 | 1959 | 1960 | 1961 | 1963 | Karriere |
| --------- | ---- | ---- | ---- | ---- | ---- | -------- |
| Wimbledon | 2    | —    | 1    | AF   | 1    | AF       |